# Tropidosteptes glaber
Tropidosteptes glaber är en insektsart som först beskrevs av Knight 1923.  Tropidosteptes glaber ingår i släktet Tropidosteptes och familjen ängsskinnbaggar. Inga underarter finns listade i Catalogue of Life.